# Burzenland
Burzenland (latinsky Terra Borza, rumunsky Tara Bârsei, maďarsky Barcaság) je německý název pro historické území na jihovýchodě Sedmihradska (ležícího dnes v Rumunsku) s Brašovem (německy Kronstadt) jako nejdůležitějším městem. 
V letech 1211–1225 ho obýval se souhlasem uherského krále Řád německých rytířů. Úkolem těchto německých křižáků bylo „bojovat proti, dosud pohanským, kumánským nájezdníkům a zalidnit deserta et inhabita zdejší kraje“ výměnou za částečnou autonomii a možnost ražení mincí.

## Geografie

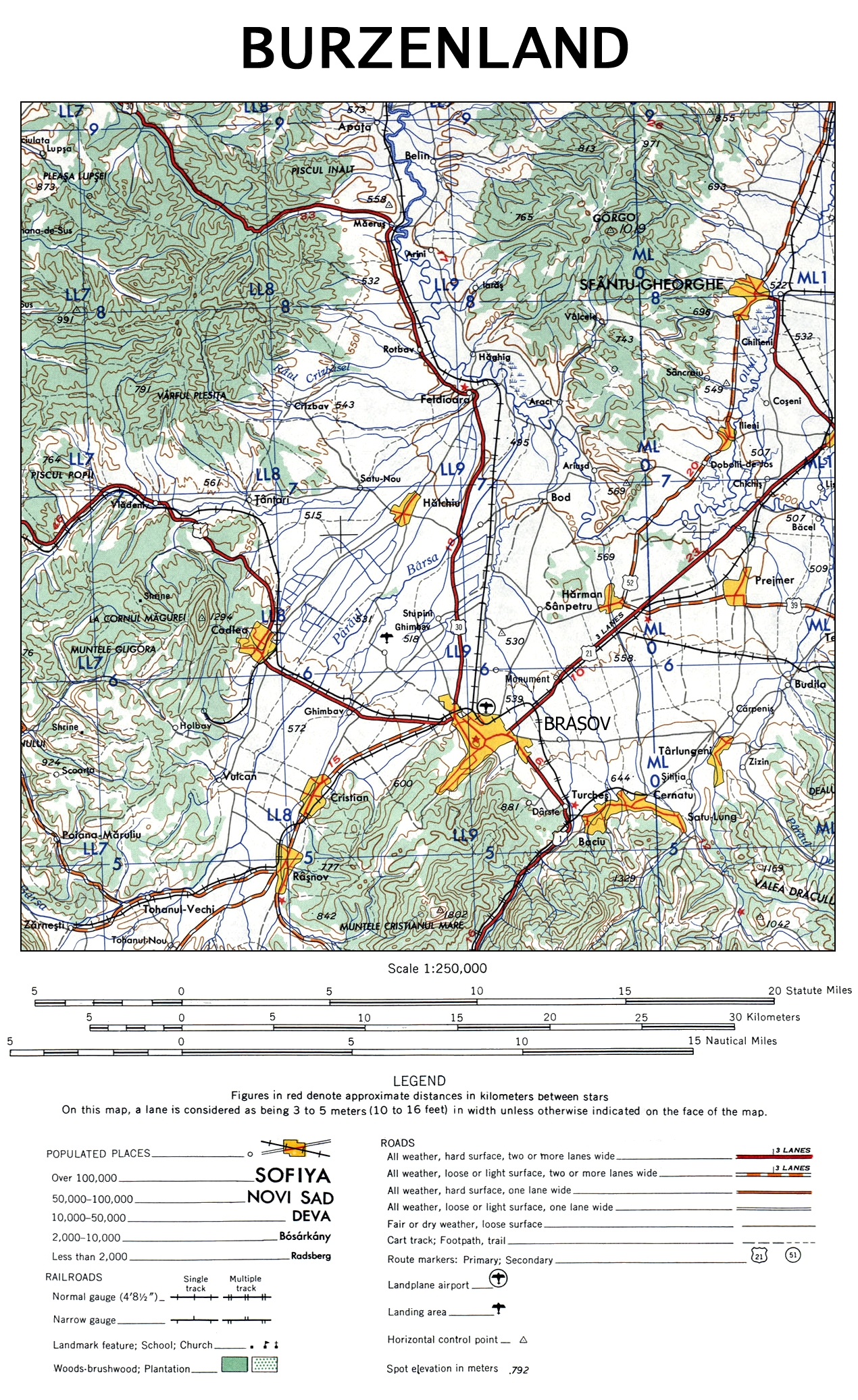
Mapa Burzenlandu (1959)

Burzenland se nachází v kotlině, ležící v karpatském oblouku v Jižních Karpatech. Dá se přibližně ohraničit sídly Feldioara (Marienburg) na severu, Rasnov (Rosenau) na jihozápadě a Prejmer (Tartlau) na jihovýchodě. Území je pojmenované podle řeky Burzen (rum. Bârsa), která se vlévá do Oltu (Alt), pravostranného přítoku Dunaje.

## Dějiny

### Příchod německých rytířů

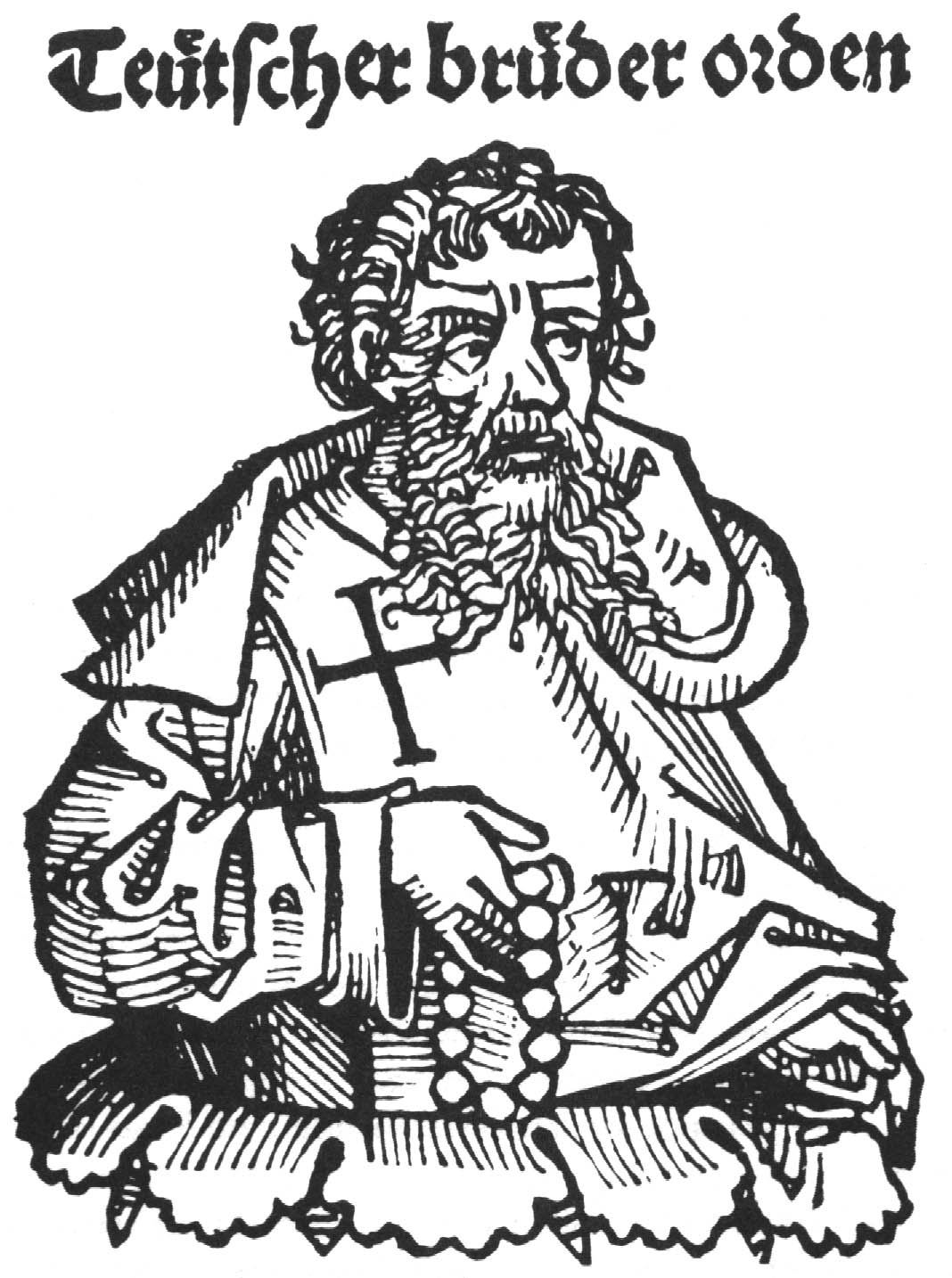
Německý rytíř

V roce 1193 vyzval papež Celestýn III. rytířské řády, zejména německé rytíře a mečové bratry k boji proti nevěřícím v Pobaltí, protože zde se dosud nacházely kmeny, které odmítaly přijmout křesťanství a pořádaly vojenské vpády a nájezdy vůči svým křesťanským sousedům, které často doprovázely drancování církevních statků. Tyto výzvy však zůstaly prozatím nevyslyšeny. Působení Řádu německých rytířů bylo stále vázáno ke Svaté zemi, v části města Akkonu měli němečtí rytíři zřízeno velitelství, o které přišli až z důvodu dobytí města mamlúckými vojsky v roce 1291. Řád působil mezinárodně a nečinilo mu potíže působit na více místech současně. Východní Evropa byla křižáckým rytířům z německých zemí bližší než daleká Svatá země.

### Řádový stát v Burzenlandu
V roce 1211 daroval uherský král Ondřej II. území Burzenlandu Řádu německých rytířů, aby ho kolonizovali a zároveň pomohli Uhersku proti pronikajícím Kumánům. Němečtí rytíři zahájili politiku zalidňování z Německa, postavili několik hradů a  zvali na území německé kolonisty. Osadníci se rekrutovali především z řad sedmihradských Sasů, kteří žili v sousedním území kolem města Sibiu (Hermannstadt) (Sieben Stühle), ale byli mezi nimi i osadníci přímo z Německa. Osadníci se rozšířili na severovýchodě a jihu Sedmihradska a založili zde mj. města Kronstadt (Brașov), Schäßburg (Sighișoara) či Hermannstadt (Sibiu). Roku 1224 jim král Ondřej II. v listině Diploma Andreanum udělil řadu výsad a autonomii v čele se sibiňským hrabětem. Obdobné výsady a autonomii získali i Sékelové, jimž vládl sékelský hrabě. Sékelové a Sasové měli za úkol střežit zdejší úseky uherských hranic. Tato etnika zároveň tvořila dva ze tří zdejších politických národů - třetím byla zdejší maďarská šlechta, jíž zde vládl přímo sedmihradský vojvoda, který byl Sékelskému a Sibiňskému hraběti nadřízen jen v otázkách financí, mincovnictví, vojenství a společných sněmů. Naopak většinoví Rumuni byli v postavení nevolníků.

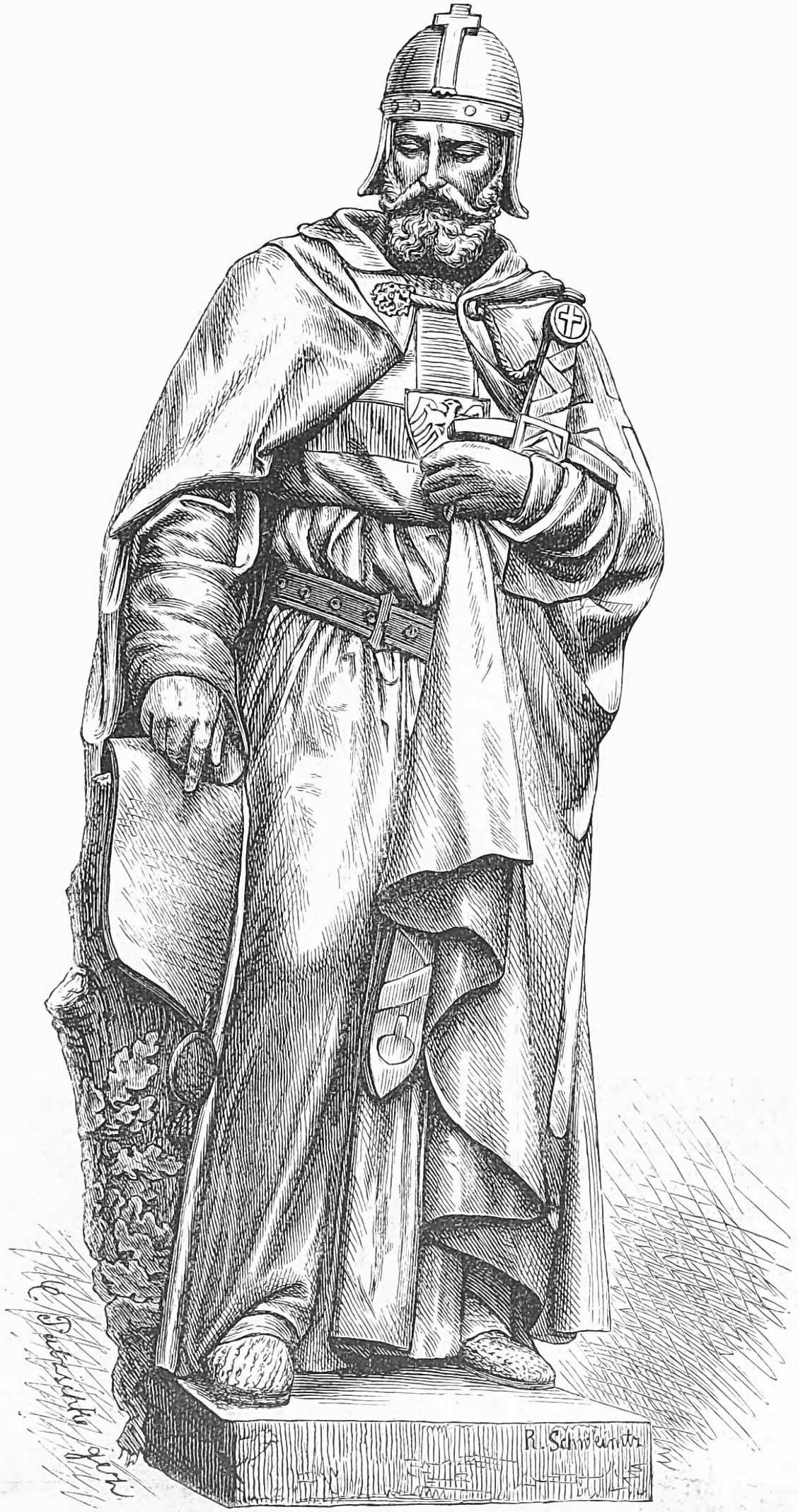
Čtvrtý velmistr Hermann ze Salzy (1209–1239), kresba neznámého umělce sochy od R. Schweinitze

Byl to první neúspěšný pokus řádu získat území mimo tradiční křižácká území v Levantě, kde již byl prostor pro mladší rytířský řád kvůli silné konkurenci značně omezen, zde již operovaly jiné úspěšné rytířské organizace templářů či johanitů. Pozornost německých křižáků se navíc častěji sbíhala k výbojům proti pohanům ve východní Evropě, jež pro ně byly geograficky dostupnější nežli daleká Levanta, kam vedla cesta plná nástrah. 
Po necelých 14 letech roku 1225 byl řád německých rytířů z území vyhnán, protože měl v plánu zřídit na území řádový stát nezávislý na uherském králi. Tím skončily snahy řádu pro zbudování řádového státu v Sedmihradsku. Němečtí kolonisté v Burzenlandu ale zůstali a prokázali vysoký stupeň organizace, což vyústilo do autonomie trvající od roku 1224 až do 19. století v rámci tzv. Královy země (něm. Königsboden, lat. Fundus Regius, maď. Királyföld).

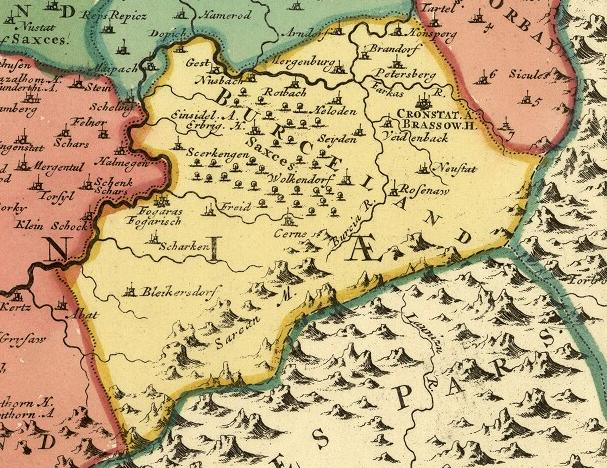
Historická mapa Burzenlandu z první poloviny 18. století

Němečtí rytíři se nicméně nemuseli obávat o další angažmá, protože zájem o elitní zkušené bojovníky nebyla nouze. Na přelomu let 1225/1226 vyslyšeli po svém vyhnání z Uherska starších výzev, když obdrželi novou pozvánku z Polska, a to od knížete Konráda Mazovského do Pobaltí. Za ochranu prusko-mazovského pohraničí, před dosud pohanskými Prusy, jim byla jako odměna nabídnuty chełmiňské země, zahrnující mimo jiné také zachování knížecí svrchovanosti nad tímto územím, což vzhledem k předchozím zkušenostem s německými rytíři v Sedmihradsku, to byl velmi neprozřetelný čin. Řád si zde postupoval podobně jako dříve a byl tentokrát úspěšný, po několika letech se jim podařilo vybudovat v Prusku stálé řádové državy a založit mocný řádový stát nezávislý na světských panovnících. Stát přetrval až do roku 1525, kdy se rozpadl v důsledku válek s Polskem, Litvou a snah pruských měst po osamostatnění.

### Země Uherska a Rumunska
V roce 1876 byl Burzenland v rámci velké administrativní reformy Sedmihradska začleněn do uherské brašovské župy. Poté, co se Sedmihradsko stalo v roce 1920 součástí Rumunska, zůstal Burzenland součástí rumunské brašovské župy.

## Sídla

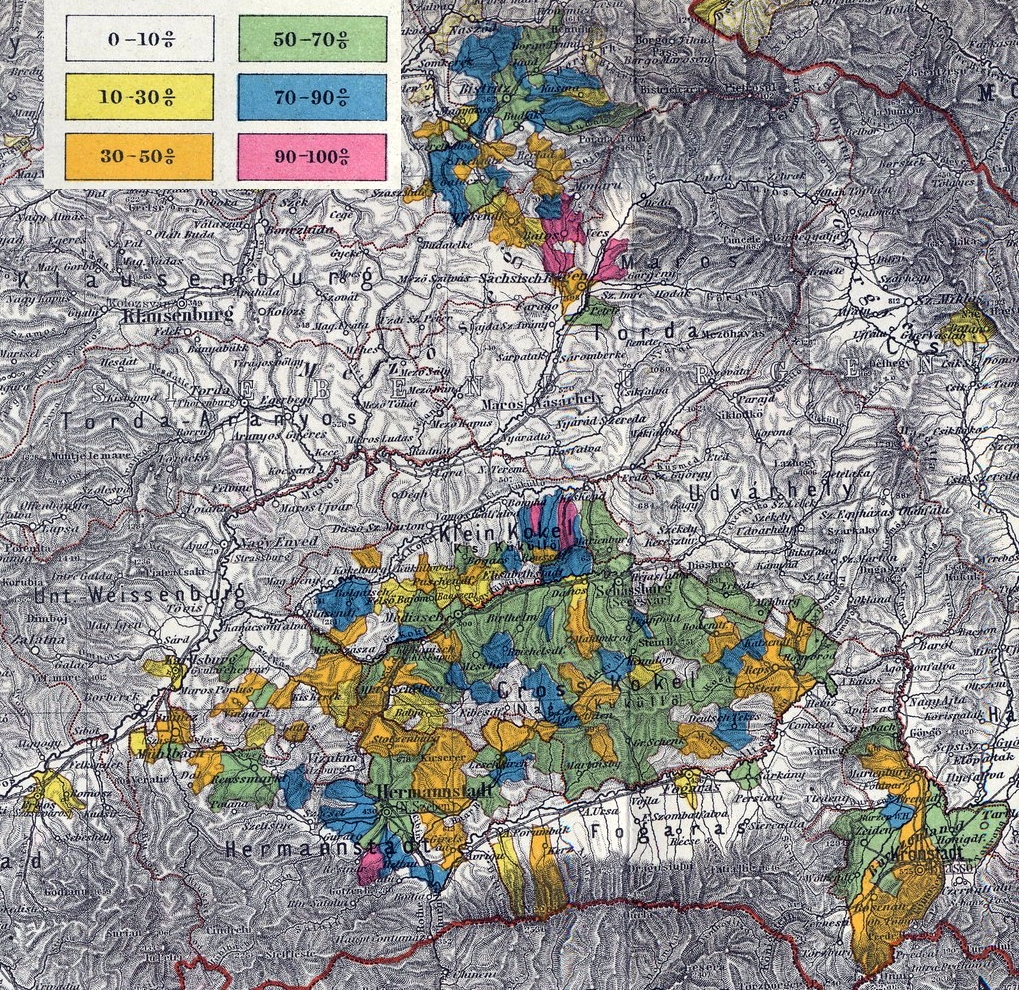
Oblast osídlení sedmihradských Sasů. Burzenland se nachází na jihovýchodě mapy

První uváděný název je v němčině, v závorkách jsou rumunské názvy:
- Bartholomä (Bartolomeu, severozápadní část Brašova)
- Bienengärten (Stupina)
- Brenndorf (Bod)
- Heldsdorf (Hălchiu)
- Honigberg (Harman)
- Kronstadt (Brašov)
- Marienburg (Feldioara)
- Neustadt (Cristian)
- Nussbach (Măieruş)
- Petersberg (Sânpetru)
- Rosenau (Řásná, kdysi v rumunštině Rîşnov)
- Rothbach (Rotbav)
- Schirkanyen (Şercaia)
- Tartlau (Prejmer)
- Törzburg (Bran)
- Weidenbach (Ghimbav)
- Wolkendorf (Vulcan)
- Zeiden (Codlea)